# Riga
Riga (em letão: Rīga, pronunciado: [ˈriːɡa] (escutarⓘ)) é a capital e a maior cidade da Letônia. Está localizada no nordeste da Europa, sendo banhada pelo mar Báltico e situado-se no coração do golfo de Riga, na foz do rio Duína Ocidental. É a mais importante cidade da Letônia, principal centro político, cultural, populacional e econômico do país. Segundo dados de 2013, possuí uma população de 643 615 habitantes, ou aproximadamente um terço da população letã no mesmo período. É a mais populosa das capitais bálticas, e a segunda maior área metropolitana da região, depois da região metropolitana de Vilnius.
Para fins administrativos, Riga é uma cidade independente e está localizada no distrito de Riga.
O centro histórico de Riga foi declarado Patrimônio da Humanidade pela UNESCO, e a cidade é particularmente notável por sua arquitetura Art Nouveau (Jugendstil), comparável em importância a Viena, São Petersburgo e Barcelona.

## Negócios e comércio
As viagens de lazer e a negócios a Riga cresceram bastante nos últimos anos graças à melhoria da infraestrutura comercial e de transporte. Riga, como cidade portuária, é importante entroncamento de transporte, e é o centro do sistema de rodovias e ferrovias do país. A maioria dos turistas chega de avião pelo aeroporto internacional, que foi modernizado em 2001, coincidindo com os 800 anos da cidade. A cidade é ligada por ferry-boats com Estocolmo, Kiel e Lübeck. Riga também sediou duas bases aéreas durante a Guerra Fria: Rumbula e Spilve.
Quase todas as instituições financeiras importantes localizam-se em Riga, incluindo-se o Banco da Letônia, que também funciona como banco central. O comércio exterior através de Riga tem crescido nos últimos anos, e recebeu novo ímpeto após 1 de maio de 2004 quando a Letônia ingressou na União Europeia. Riga responde por cerca de metade da produção industrial letã, com ênfase no setor financeiro, serviços públicos, alimentos e bebidas, remédios, processamento de madeira, imprensa e publicações, têxteis, móveis e equipamentos de comunicação. O porto da cidade é importante centro de cargas.
Maior cidade dos países bálticos, tem sofrido entretanto um decréscimo populacional persistente. Este declínio tem se tornado particularmente evidente após 1991 como resultado primeiro de uma emigração de russos étnicos, e posteriormente tanto de russos quanto de letões, principalmente para o Reino Unido e a Irlanda, aliado a uma reduzida taxa de natalidade. Estima-se que a população cairá para metade da atual por volta de 2050. A estimativa de população em 2006 era de 727 578 habitantes. Os letões nativos são cerca de 43% da população, com percentagem quase idêntica de russos. Como comparação, os letões compõem cerca de 59% da população do país. Os russos são 28,5%, os bielorrussos 3,8%, os ucranianos 2,5%, os poloneses 2,4%, os lituanos 1,4% e os demais 2,4% são formados por outras nacionalidades (2006). A maioria dos letões são protestantes da Igreja Evangélica Luterana, ou são católicos romanos, enquanto a maioria dos russos pertence à Igreja Ortodoxa Russa. Após a independência da Letônia em 1991, todos os não-letões cujas famílias chegaram ao país após a anexação de 1940 perderam a sua cidadania. Como resultado, um grande número saiu do país, resultando em declínio populacional. Outro resultado deste êxodo é que a população das cidades sofreu ligeiro aumento.

## História

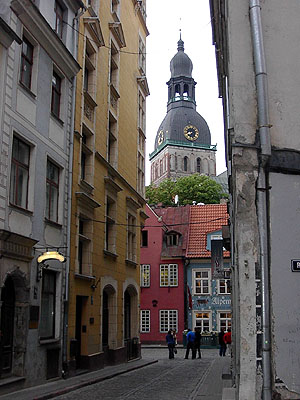
A catedral de Riga vista de uma de suas ruas estreitas

A cidade está situada num antigo assentamento dos livônios, uma antiga tribo fínica, na confluência dos rios Duína Ocidental e Ridzene. Este último era antigamente conhecido como rio Riga no ponto onde existia um porto natural chamado lago Riga. Ambos desapareceram. Acredita-se que o nome do antigo rio tenha dado origem ao da cidade.
A fundação da moderna Riga é atribuída pelos historiadores à chegada de comerciantes germânicos, mercenários e cruzados na região, na segunda metade do século XII, atraídos pela região pouco povoada, pelo mercado potencial e pelas oportunidades missionárias de conversão religiosa da população local ao cristianismo. Mercadores alemães estabeleceram um entreposto para comércio com os povos bálticos, próximo ao assentamento Liv em Riga em 1158. O monge agostiniano Meinhard construiu um mosteiro por lá por volta de 1190.

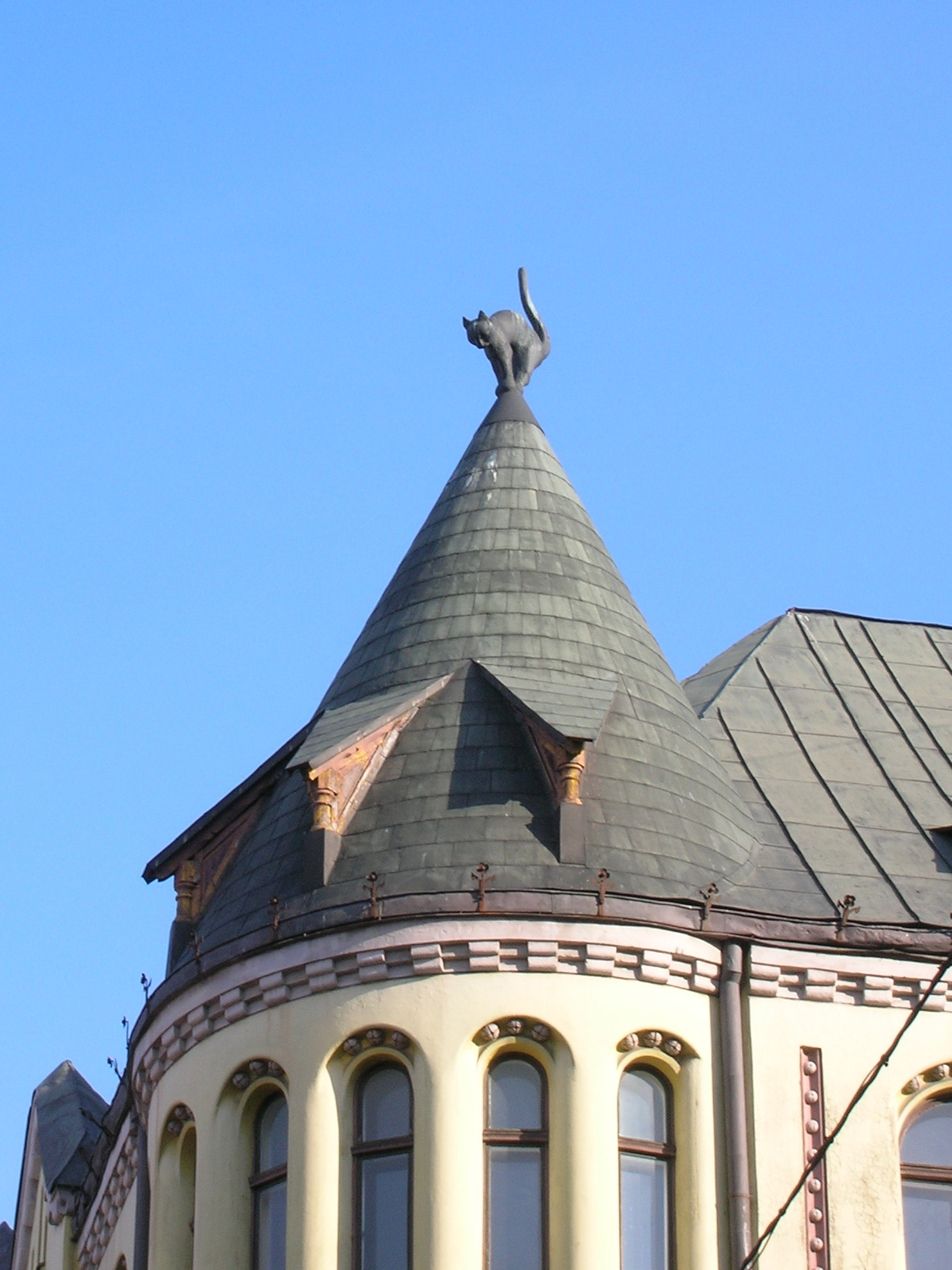
A Casa do Gato, em Riga

O bispo Alberto de Buxhoeveden foi nomeado bispo da Livônia por seu tio Hartwig, Arcebispo de Bremen e Hamburgo, em 1199. Ele chegou a Riga em 1201 com 23 navios e mais de 1500 cruzados em armas, tornando Riga seu bispado. Ali estabeleceu a Ordem dos Irmãos Livônios da Espada (que posteriormente se tornou um ramo dos Cavaleiros Teutônicos) e garantiu foros de cidade a Riga no mesmo ano. Albert foi bem-sucedido na conversão de Kaupo de Turaida, rei dos Livônios, ao cristianismo. Apesar disso, tal como relatado em Heinrici Cronicon Lyvoniae, foram necessárias três décadas para obter-se o controle completo da Livônia (alemão: Livland). Riga, assim como a Livônia e a Prússia ficaram sob os auspícios do Sacro Império Romano-Germânico. Não muito depois, nos tempos de Martinho Lutero, estas três regiões se converteram ao protestantismo.
Riga serviu de porta para o comércio com as tribos bálticas e com o Império Russo. Em 1282, a cidade tornou-se membro da Liga Hanseática (alemão: Hanse). A liga desenvolveu-se a partir de uma associação mercantil e política frouxa entre cidades alemãs e bálticas. Graças ao seu protecionismo econômico que favoreceram seus membros germânicos, a liga foi muito bem-sucedida, porém suas políticas de exclusão produziram competidores. Sua última assembleia reuniu-se em 1669, apesar de seus poderes terem se enfraquecido bastante por volta do final do século XIV, quando as alianças políticas entre a Lituânia e a Polônia, e entre a Suécia, Dinamarca e Noruega limitaram sua influência. Apesar disso, a Hansa foi importante para dar à cidade estabilidade política e econômica, dando-lhe assim uma importância que resistiu às conflagrações políticas que ocorreram posteriormente.

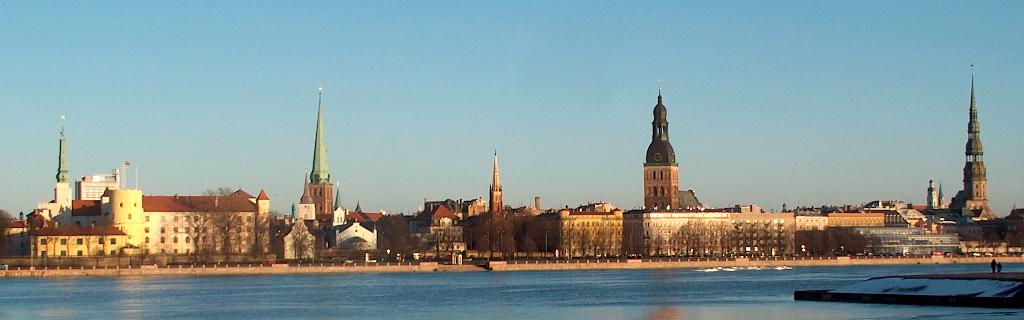
Riga vista do rio Duina Ocidental

À medida que a influência da Hansa decaía, Riga tornava-se objeto de interesses militares, políticos, religiosos e econômicos externos. Riga aceitou a Reforma protestante em 1522, pondo fim ao poder dos arcebispos. Em 1524, uma estátua venerada da Virgem Maria na catedral foi denunciada como bruxaria e submetida a um julgamento, sendo arremessada no rio Duína Ocidental. A estátua flutuou, e por isso foi denunciada como bruxaria e queimada em Kubsberg. Com o fim dos Cavaleiros Teutônicos, em 1561, Riga teve por 20 anos o status de Cidade Imperial Livre. Posteriormente, em 1581, a cidade passou à influência da República das Duas Nações. Tentativas de reinstituir o catolicismo romano em Riga e no sul da Livônia falharam pois, em 1621, Riga e a fortaleza de Daugavgriva que a cercava ficaram sob o governo de Gustavo Adolfo, rei da Suécia, que interveio na Guerra dos Trinta Anos não apenas para obter ganhos políticos e econômicos, mas também em favor dos protestantes luteranos. Durante a Guerra Russo-Sueca de 1656-1658, Riga resistiu ao cerco dos russos. Riga foi a segunda maior cidade sob domínio sueco até 1710, período no qual a cidade gozou de grande autonomia de governo. Naquele ano, durante a chamada Grande Guerra do Norte, a Rússia, sob o governo do czar Pedro o Grande invadiu Riga. A dominância sueca terminou, e a Rússia emergiu como a grande potência do norte, formalizada pelo Tratado de Nystad em 1721. Riga foi anexada à Rússia e se tornou uma cidade portuária industrializada do Império Russo, no qual permaneceu até a Primeira Guerra Mundial. Por volta de 1900, Riga era a terceira cidade da Rússia (atrás de Moscou e de São Petersburgo) em número de trabalhadores industriais.

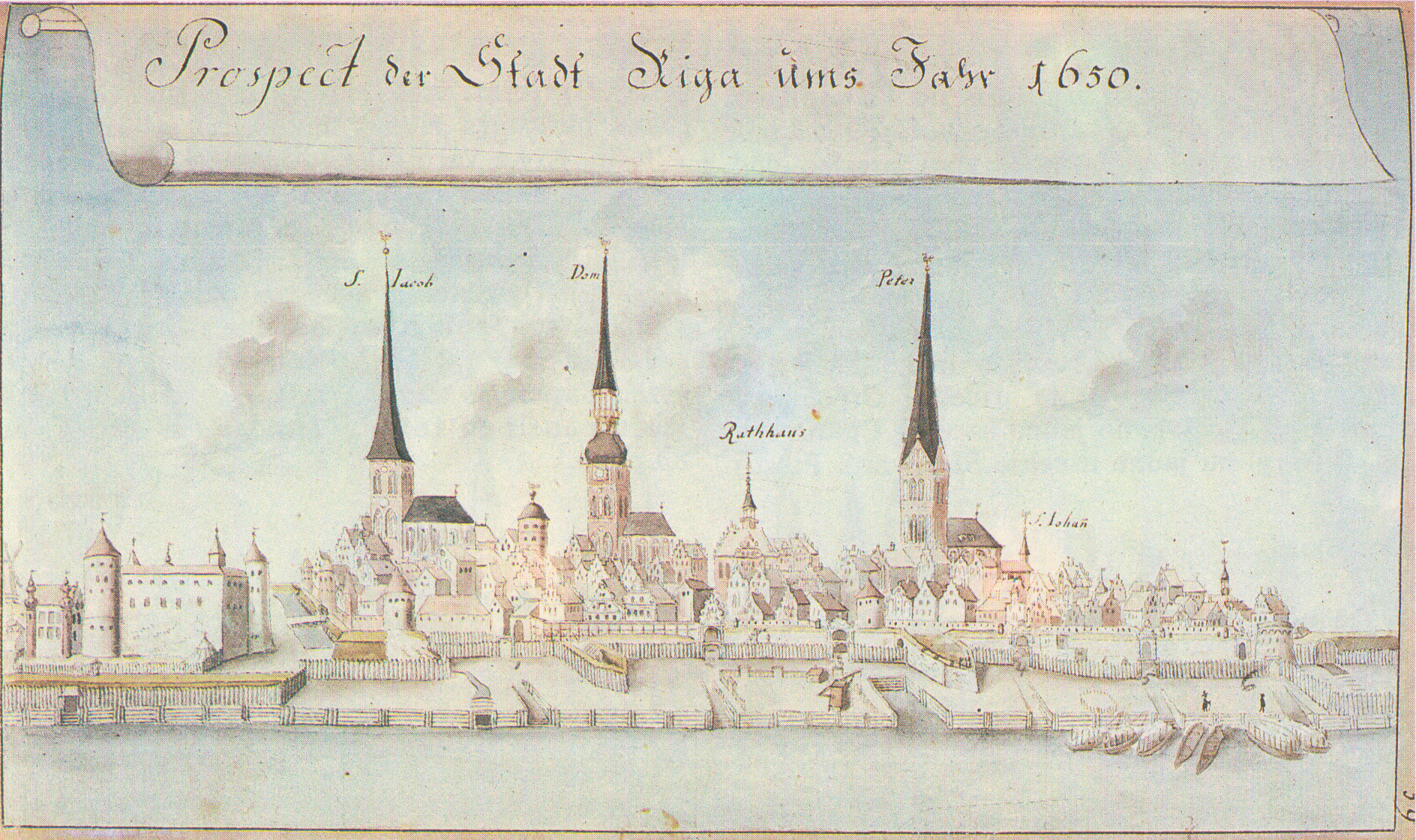
Riga em 1650
Desenho de Johann Christoph Brotze

Durante estes vários séculos de guerra e mudanças de poder no Báltico, os balto-alemães de Riga, sucessores dos mercadores e dos Cruzados de Alberto, mantiveram sua posição dominante apesar das mudanças demográficas. Riga até mesmo utilizou a língua alemã como oficial na administração até a imposição da língua russa em 1891 como oficial nas províncias bálticas. Todos os registros de nascimento, casamento e mortes foram mantidos em alemão até aquele ano. Entretanto, os letões suplantaram os alemães como maior grupo étnico na cidade em meados do século XIX, e por volta de 1897 a população era 45% letã (contra 23,6% em 1867), 23,8% alemã (contra 42,9% em 1867), 16,1% russa, 6% judia, 4,8% polonesa, 2,3% lituana e 1,3% estoniana. O surgimento de uma burguesia letã tornou Riga um centro do "despertar nacional letão" com a fundação da Associação Letã de Riga em 1868 e a organização do primeiro festival nacional da canção em 1873. O movimento nacionalista dos Jovens Letões foi seguido pelo socialista "Corrente Nova" durante a rápida industrialização da cidade, culminando na Revolução Russa de 1905, liderada pelo Partido Social Democrata dos Trabalhadores Letões.

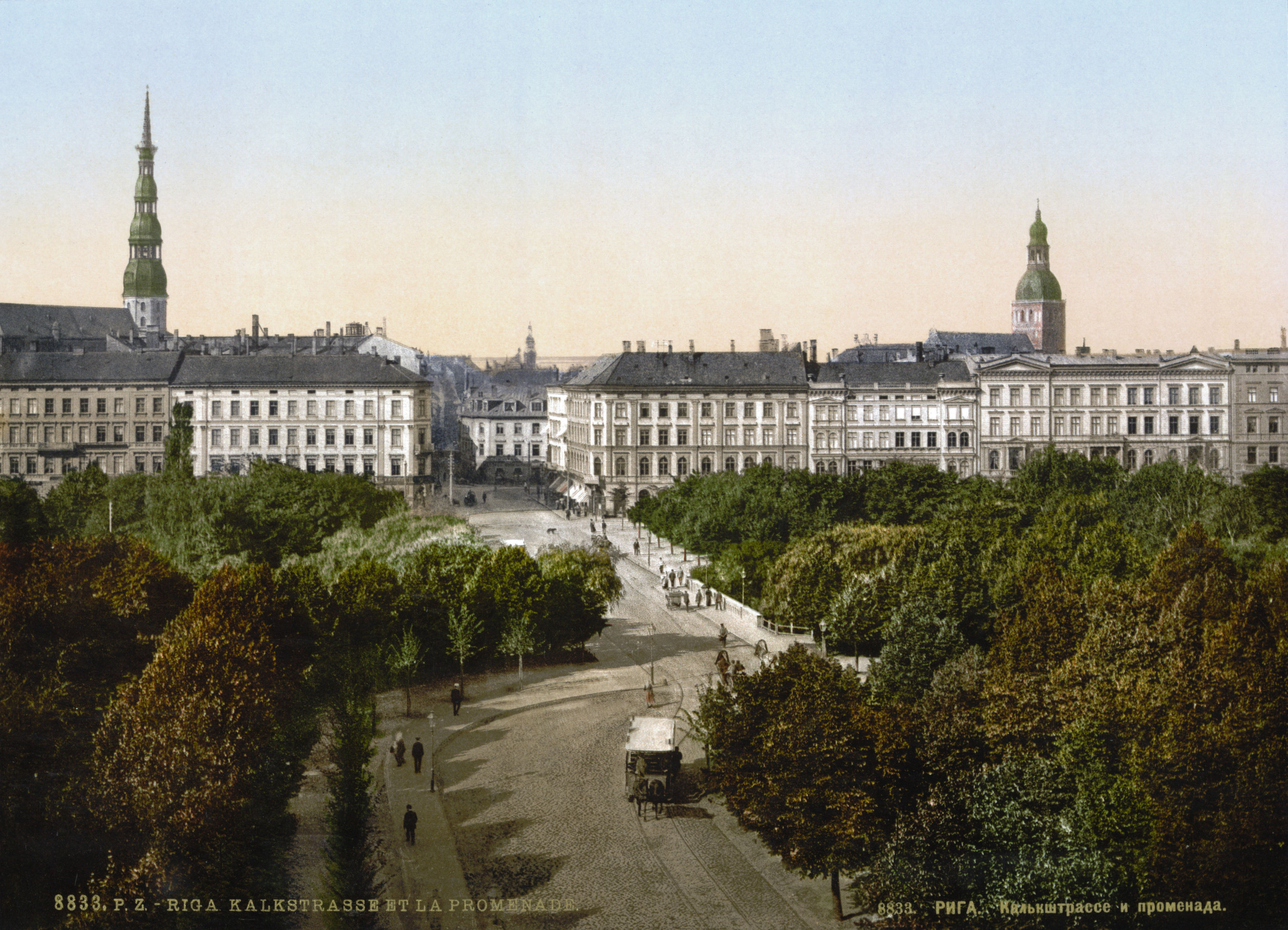
Uma vista de Riga por volta de 1900 em um cartão postal da época

O século XX trouxe a Primeira Guerra Mundial e o impacto da Revolução Russa de 1917 a Riga. Os alemães marcharam sobre Riga em 1917. No ano seguinte, o Tratado de Brest-Litovsk foi assinado, concedendo os estados bálticos à Alemanha. Por causa do armistício com a Alemanha a 11 de novembro de 1918, esta teve que renunciar ao tratado, assim como a Rússia, deixando a Letônia e os outros estados bálticos em posição de declarar independência. Assim, após mais de 700 anos sob governos alemães, suecos e russos, a Letônia, tendo Riga como sua capital, declarou-se independente em 18 de novembro de 1918.

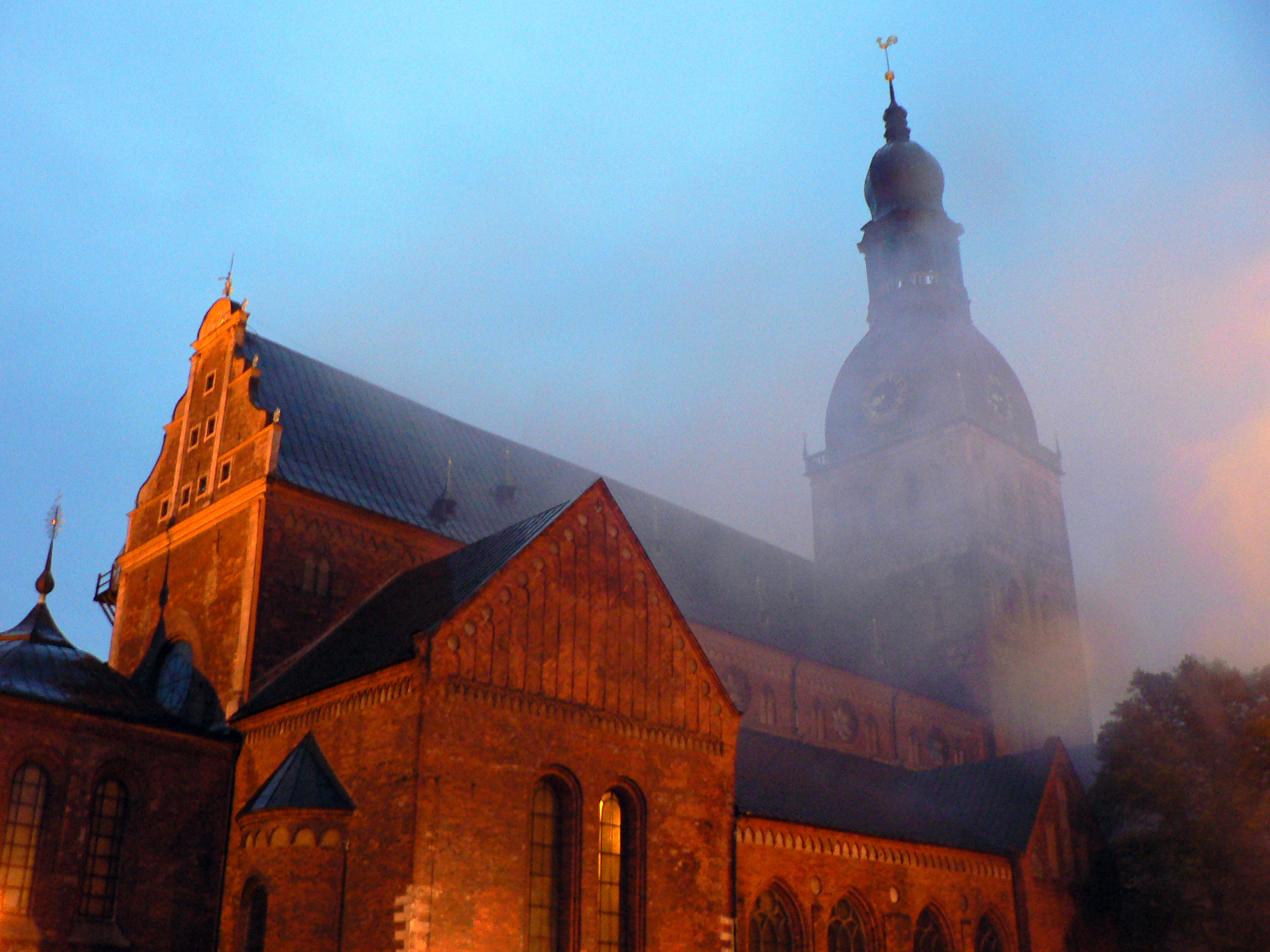
A Catedral Doma, em Riga

No período entre as duas guerras mundiais (1918-1940), Riga e a Letônia mudaram seu foco da Rússia para a Europa Ocidental. Um governo democrático e parlamentar foi instituído. O letão foi reconhecido como língua oficial do país, que também foi admitido na Liga das Nações. Levados pela economia representada pelas vantagens comparativas, o Reino Unido e a Alemanha substituíram a Rússia como principais parceiros comerciais da Letônia. Como sinal dos novos tempos, o primeiro-ministro letão, Kārlis Ulmanis, estudara agricultura e trabalhara como professor na Universidade do Nebraska nos Estados Unidos. Riga foi descrita na época como uma cidade grande, vibrante e imponente, e ganhou de seus visitantes o título de "Paris do Norte".
No entanto este período de prosperidade teve vida curta, pois com a Segunda Guerra Mundial veio a ocupação soviética e a anexação da Letônia em 1940. Também a Alemanha nazista ocupou o território letão entre 1941 e 1944, repatriando os alemães do Báltico à força para a Alemanha após 700 anos vivendo em Riga. A comunidade judaica foi forçada a viver num gueto no bairro de Maskavas e num campo de concentração em Kaizerwald. Centenas de milhares de letões pereceram e milhares foram para o exílio em diversos países. A Letônia perdeu 1/3 de sua população. A União Soviética concluiu o controle do país com a derrota do nazismo.
A ocupação soviética no pós-guerra foi marcada por deportações de muitos letões para a Sibéria e outros locais, sob a acusação de terem colaborado com os nazistas. A industrialização forçada e a imigração em larga escala planejada de grande número de não-letões de outras repúblicas soviéticas para Riga, particularmente de russos, transformaram a composição demográfica da cidade. Bairros de edifícios com alta densidade de moradores, como Purvciems, Zolitude e Ziepniekkalns se desenvolveram nos limites da cidade, ligados ao centro por ferrovia. Por volta de 1975, menos de 40% dos habitantes de Riga eram etnicamente letões, uma percentagem que tem crescido após a independência.
Em 1986, a moderna torre de rádio e televisão da cidade foi completada. Seu desenho lembra o da Torre Eiffel.
A política de reformas econômicas da Perestroika conduzidas por Mikhail Gorbachev levaram a uma situação, no final da década de 1980, em que várias repúblicas soviéticas, incluindo a Letônia, puderam obter sua independência. (Veja História da Letônia). O país declarou sua independência completa de facto em 21 de agosto de 1991, a qual foi reconhecida pela Rússia em 6 de setembro do mesmo ano. O país ingressou nas Nações Unidas no dia 17 de setembro, e todas as forças militares russas foram retiradas entre 1992 e 1994.
Em 2001, a cidade celebrou seus 800 anos de fundação. Em 29 de março de 2004 o país ingressou na OTAN. No dia 1 de maio do mesmo ano, ingressou na União Europeia.
Ainda em 2004, o surgimento de linhas aéreas com tarifas reduzidas resultou em voos baratos de outras cidades europeias, como Londres e Berlim, e consequentemente um substancial aumento do número de turistas.

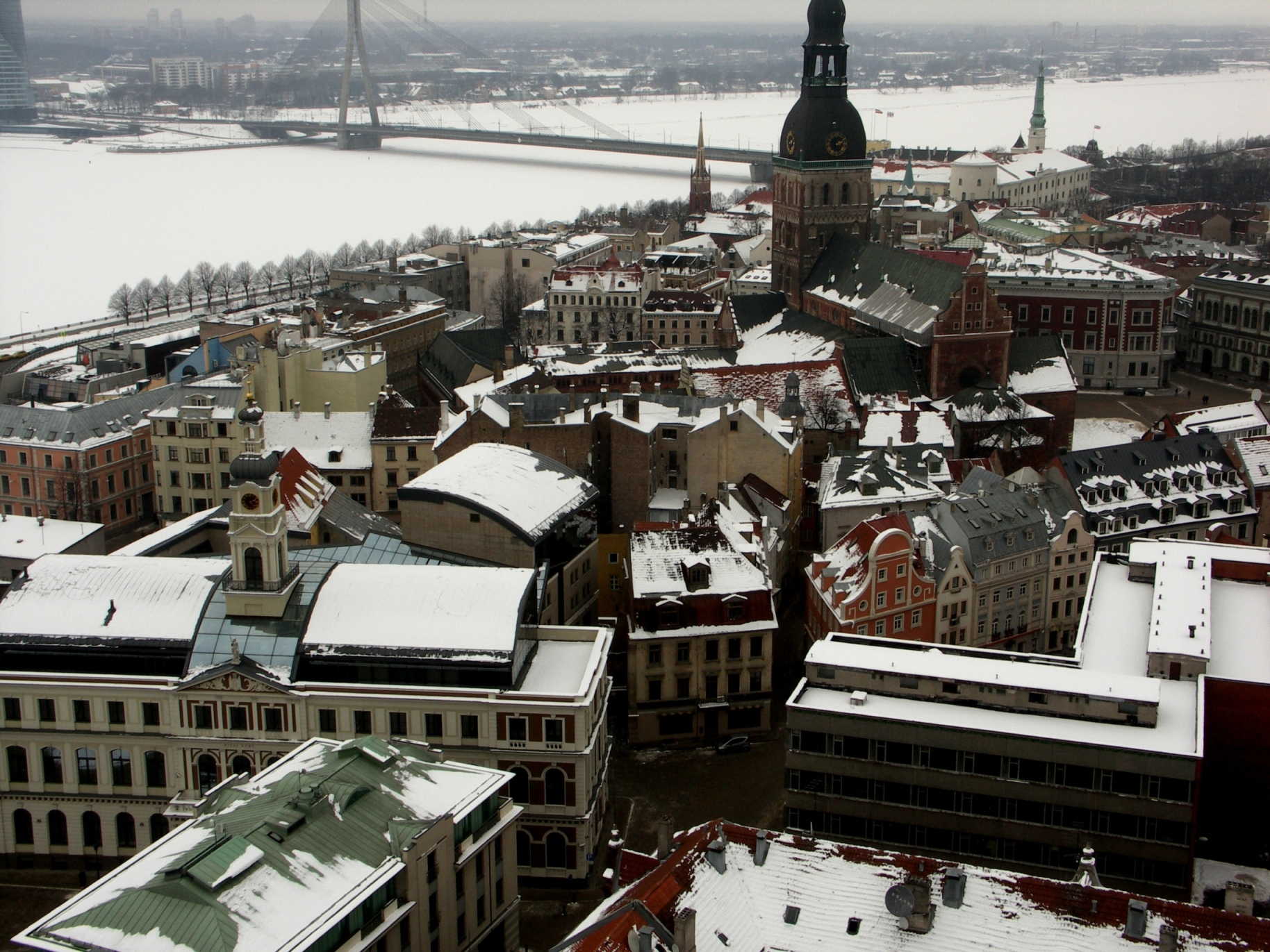
Vista da cidade a partir da Igreja de São Pedro

## Geografia
Clima

O clima de Riga, entre marítimos e úmido continental. Os meses mais frios são janeiro e fevereiro, quando a temperatura média é -6 °C, mas temperaturas tão baixas como -20 °C a -25 °C pode ser observada em quase todos os anos em dias mais frios. Devido à proximidade do mar neblinas são constantes e no Outono as chuvas são frequentes. A neve cobre o país durante oitenta dias. Os verões são quentes e húmidos com a temperatura média de 18 °C, enquanto a temperatura no dia mais quente costuma ultrapassar 30 °C.A máxima em riga foi de 34,1 °C, e a mínima foi de -34,9 °C.
| Dados climatológicos para Riga                                                                                          | Dados climatológicos para Riga | Dados climatológicos para Riga | Dados climatológicos para Riga | Dados climatológicos para Riga | Dados climatológicos para Riga | Dados climatológicos para Riga | Dados climatológicos para Riga | Dados climatológicos para Riga | Dados climatológicos para Riga | Dados climatológicos para Riga | Dados climatológicos para Riga | Dados climatológicos para Riga | Dados climatológicos para Riga |
| Mês | Jan                            | Fev                            | Mar                            | Abr                            | Mai                            | Jun                            | Jul                            | Ago                            | Set                            | Out                            | Nov                            | Dez                            | Ano                            |
| --- | ------------------------------ | ------------------------------ | ------------------------------ | ------------------------------ | ------------------------------ | ------------------------------ | ------------------------------ | ------------------------------ | ------------------------------ | ------------------------------ | ------------------------------ | ------------------------------ | ------------------------------ |
| Temperatura máxima recorde (°C)                                                                                         | 10,2                           | 13,5                           | 20,5                           | 27,9                           | 30,1                           | 33,8                           | 34,1                           | 33,6                           | 29,3                           | 23,4                           | 17,2                           | 11,5                           | 34,1                           |
| Temperatura máxima média (°C)                                                                                           | −2,3                           | −1,7                           | 2,7                            | 9,8                            | 16,2                           | 20,1                           | 21,7                           | 21,0                           | 16,3                           | 10,4                           | 3,9                            | 0,3                            | 9,9                            |
| Temperatura média (°C)                                                                                                  | −5,1                           | −4,7                           | −1,0                           | 5,4                            | 11,1                           | 15,1                           | 17,0                           | 16,4                           | 12,2                           | 7,2                            | 1,7                            | −2,1                           | 6,1                            |
| Temperatura mínima média (°C)                                                                                           | −7,8                           | −7,6                           | −4,7                           | 1,0                            | 5,9                            | 10,0                           | 12,3                           | 11,8                           | 8,0                            | 4,0                            | −0,5                           | −4,4                           | 2,3                            |
| Temperatura mínima recorde (°C)                                                                                         | −33,7                          | −34,9                          | −23,3                          | −11,4                          | −5,3                           | −1,2                           | 4,0                            | 0,0                            | −4,1                           | −8,7                           | −18,9                          | −31,9                          | −34,9                          |
| Fonte: Latvian Environment, Geology and Meteorology Agency (avg high and low),NOAA (sun and extremes) and Weather Atlas |                                |                                |                                |                                |                                |                                |                                |                                |                                |                                |                                |                                |                                |

## Pontos turísticos
- A Catedral Doma, considerada a maior dos países bálticos. Construída no século XIII, foi modificada diversas vezes na história. Tem um magnífico órgão que data de 1844.
- Castelo de Riga (Rīgas Pils), que abriga o Museu de História da Letônia e o Museu de Arte Estrangeira.
- Igreja de São Pedro, com sua torre de 123 m de altura.
- Igreja de São João, uma pequena capela do século XIII atrás da Igreja de São Pedro.
- A Torre da Pólvora (Pulvertornis), a única que permanece da muralha da cidade. Abriga o Museu da Guerra.
- Arquitetura em madeira (museu ao ar livre).
- O Museu da Ocupação da Letônia, que documenta o cerco e ocupação do país por diferentes forças entre 1940 e 1991.
- Arquitetura Art Nouveau nas ruas Alberto, Elizabetes e outras do centro da cidade.
- Torre de Rádio e TV - a terceira mais alta da Europa.
- Motormuzejs (Museu do Automóvel) - coleção de automóveis antigos, incluindo as limusines de Leonid Brejnev e de Stalin com figuras em cera destes políticos. Localizado em Mežciems.
- Jardim Zoológico de Riga e Mežaparks (Parque Florestal).
- Domina Shopping Center - o maior dos países bálticos (localizado no noroeste do Purvciems).
- Circo de Riga - o único circo não-ambulante dos países bálticos.
- Palácio de Cultura e Ciência
- Bunker Soviético

## Demografia
| Ano  | População |
| ---- | --------- |
| 1767 | 19 500    |
| 1800 | 29 500    |
| 1840 | 60 000    |
| 1867 | 102 600   |
| 1881 | 169 300   |
| 1897 | 282 200   |
| 1913 | 517 500   |
| 1920 | ¹185 100  |
| 1930 | 377 900   |
| 1940 | 353 800   |

| Ano  | População |
| ---- | --------- |
| 1941 | 335 200   |
| 1945 | ²228 200  |
| 1950 | 482 300   |
| 1955 | 566 900   |
| 1959 | 580 400   |
| 1965 | 665 200   |
| 1970 | 731 800   |
| 1975 | 795 600   |
| 1979 | 835 500   |
| 1987 | 900 300   |

| Ano  | População |
| ---- | --------- |
| 1990 | 909 135   |
| 1991 | 900 455   |
| 1992 | 889 741   |
| 1993 | 863 657   |
| 1994 | 843 552   |
| 1995 | 824 988   |
| 1996 | 810 172   |
| 1997 | 797 947   |
| 1998 | 786 612   |
| 1999 | 776 008   |

| Ano  | População |
| ---- | --------- |
| 2000 | 764 329   |
| 2001 | 756 627   |
| 2002 | 747 157   |
| 2003 | 739 232   |
| 2004 | 735 241   |
| 2005 | 731 762   |
| 2006 | 727 578   |

Com 727.578 habitantes em 2006, Riga é a maior cidade nos Países Bálticos, mesmo a população estando em diminuição desde 1991. Notáveis causas incluem a emigração para fora do país e a baixa taxa de fertilidade. Alguns estimaram que a população pode diminuir até 50% entre 2050 . De acordo com os dados de 2001, letões nativos compõem 41% da população de Riga, russos compõem 43,5%, bielorrussos 4,6%, ucranianos 4,1%, polacos 2,1%, e outros compõem 4,3%, . Já se formos comparar os habitantes da Letónia, 59% são letões nativos, 28,5% russos, 3,8% bielorrussos, 2,5% ucranianos, 2,4% polacos, 1,4% lituanos e o restante 2,4% são de outras nacionalidades (2006). A maioria dos letões são protestantes luteranos cristãos (uma minoria é composta por católicos romanos), porém a maioria dos russos são ortodoxos. Desde a restauração da independência da Letónia em 1991, os imigrantes da era soviética (e qualquer descendentes deles nascidos antes de 1991) não possuem a cidadania letã. Alguns emigraram; esta é uma das causas do recente declínio da população de Riga. Com o resultado desta repatriação de alguns imigrantes da era soviética, aumentou a proporção de letões em Riga.

## Economia
Riga é um dos maiores centros comerciais dos Países Bálticos. Aproximadamente metade de todos os empregos da Letônia estão em Riga e a cidade gera mais de 50% do PIB do país assim como metade das importações. As maiores exportações são produtos de madeira, TI, fabricação de alimentos e bebidas, produtos farmacêuticos, transportes e metalurgia.

## Desenvolvimento e futuro
Em futuro próximo, Riga experimentará grandes mudanças. Em 2008 foi construída uma ponte sobre o Daugava - Dienvidu tilts (a ponte Sul). Ela ajudou a reduzir os congestionamentos e diminuiu o trânsito na área central. Há também planos para a "Ziemeļu šķērsojums" (a ligação norte), mas ainda não está definido se será por ponte ou túnel. Em 2010 terminou a construção de um dos maiores prédios deste século na Letônia - o Edifício da Biblioteca Nacional "Gaismas pils" ("o castelo da luz"). Atualmente discute-se no conselho da cidade sobre o desenvolvimento de sua área central (na margem esquerda do Daugava). As disputas mais acaloradas são a respeito da construção de arranha-céus em Ķīpsala. A UNESCO ameaça retirar Riga da lista de Patrimônios da Humanidade se estes arranha-céus forem construídos. Porém já está definido que cedo ou tarde prédios altos surgirão na margem esquerda do rio. Atualmente dois grandes prédios já estão em construção em Ķīpsala - o complexo "Da Vinci" (com 25 lojas) e as Torres Z (30 lojas). Em Riga há uma grande falta de espaço para escritórios. Apesar dos dados oficiais de que a população da cidade está a diminuir, ainda há uma ativa construção de novos prédios de apartamentos e os preços das propriedades continuam a subir.

## Cidades-irmãs
Riga é cidade-irmã das seguintes cidades:
| Ålborg, Dinamarca  | Almaty, Cazaquistão    | Amsterdã, Países Baixos | Astana, Cazaquistão     |
| Pequim, R.P. China | Bordéus, França        | Bremen, Alemanha        | Cairns, Austrália       |
| Calais, França     | Dallas, Estados Unidos | Florença, Itália        | Kiev, Ucrânia           |
| Kōbe, Japão        | Minsk, Bielorrússia    | Moscou, Rússia          | Norrköping, Suécia      |
| Pori, Finlândia    | Providence, EUA        | Rostock, Alemanha       | São Petersburgo, Rússia |
| Santiago, Chile    | Slough, Reino Unido    | Estocolmo, Suécia       | Suzhou, R.P.China       |
| Taipei, Taiwan     | Tallinn, Estônia       | Tasquente, Uzbequistão  | Tartu, Estônia          |
| Tbilisi, Geórgia   | Vilnius, Lituânia      | Varsóvia, Polônia       |                         |